# Marge Redmond
Marge Redmond est une actrice américaine née le 14 décembre 1924 à Cleveland, Ohio (États-Unis) et morte le 10 février 2020,.

## Filmographie
- 1961 : Sanctuaire (Sanctuary) : Flossie
- 1966 : The Double Life of Henry Phyfe (série TV) : Mrs. FLorence Kimball
- 1966 : Le Dortoir des anges (The Trouble with Angels) d'Ida Lupino : Sister Liguori
- 1966 : Death of a Salesman (TV) : Woman in Hotel
- 1966 : La Grande Combine (The Fortune Cookie) : Charlotte Gingrich
- 1967 : Carousel (TV) : Mrs. Mullin
- 1967 : La Sœur volante (The Flying Nun) (série TV) : Sœur Jacqueline
- 1967 : Banning : Marcie
- 1970 : Adam at 6AM : Cleo
- 1971 : Johnny s'en va-t-en guerre (Johnny Got His Gun) : First Nurse
- 1973 : A Brand New Life (TV) : Eleanor
- 1974 : The Carpenters (TV) : Mother
- 1974 : L'Homme qui valait trois milliards : Opération Afrique (The Six Million Dollar Man: Little Orphan Airplane) (série TV) : Sœur Annett
- 1976 : Complot de famille (Family Plot) : Mrs. Hannagan
- 1985 : I Want to Go Home (TV) : Judge Bard
- 1989 : Columbo : Fantasmes (Sex and the Married Detective) (série TV) : Helen Hendrix
- 1993 : Hear No Evil : Mrs. Kendall
- 1993 : Meurtre mystérieux à Manhattan (Manhattan Murder Mystery) : Mrs. Dalton
- 1999 : Liberté passagère (Earthly Possessions) (TV) : Old Woman In Bank